# Bromus polyanthus
Bromus polyanthus är en gräsart som beskrevs av Frank Lamson Scribner och Cornelius Lott Shear. Bromus polyanthus ingår i släktet lostor, och familjen gräs. Inga underarter finns listade i Catalogue of Life.